# Gujar Khan
Gujar Khan (in urdu گوجرخان) è una città del Pakistan, situata nella provincia del Punjab.